# Atatürkçü Düşünce Derneği

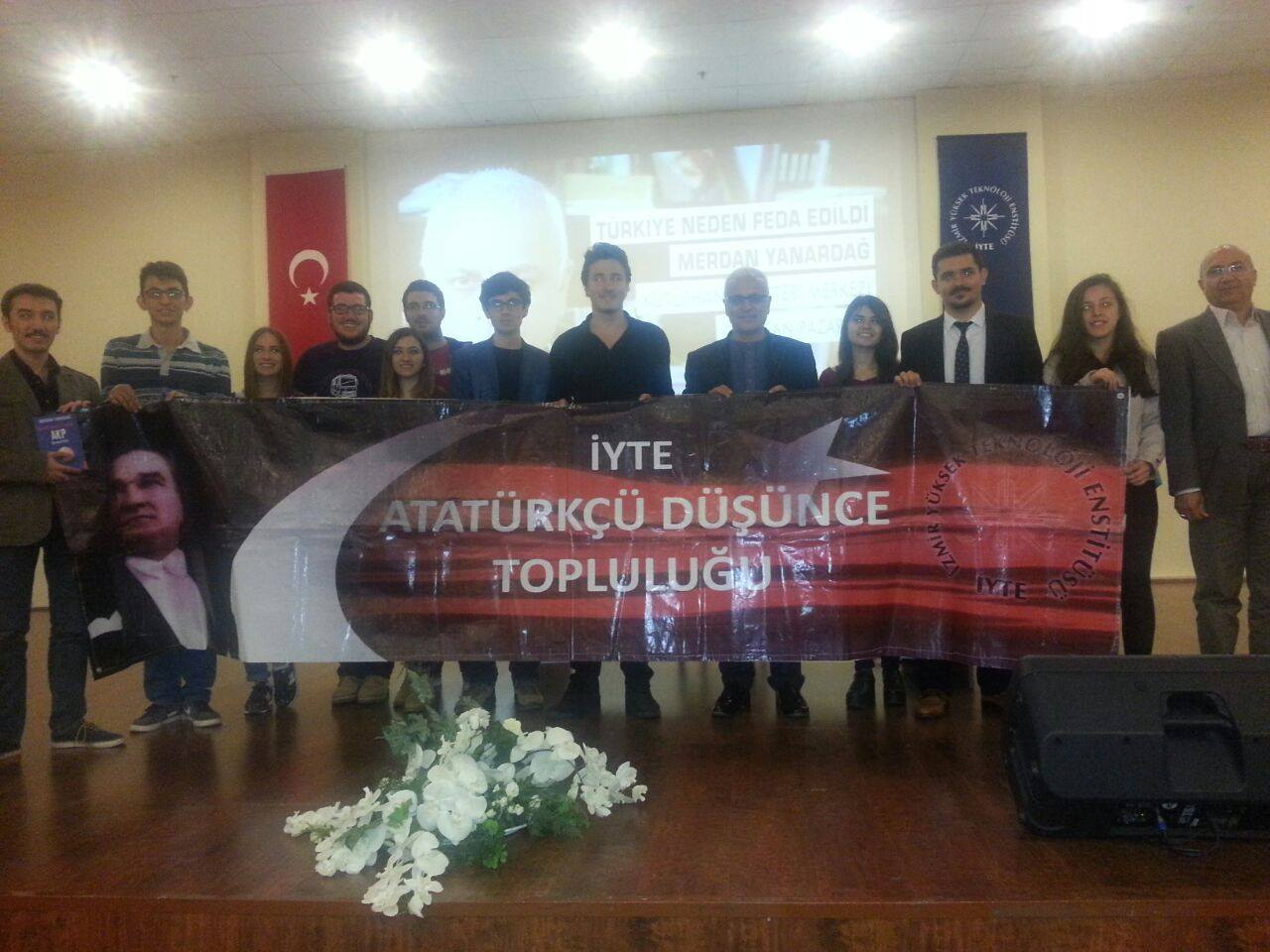
Mitglieder an der Technischen Hochschule Izmir

Der Atatürkçü Düşünce Derneği (deutsch: „Verein zur Förderung der Ideen Atatürks“; Abkürzung: ADD) ist ein kemalistischer türkischer politischer und kultureller Verein.

## Gründung und Ziele
Die Vereinigung wurde am 19. Mai 1989 in Ankara gegründet. Der 19. Mai ist als Beginn des türkischen Befreiungskriegs ein türkischer Feiertag (19 Mayıs Gençlik ve Spor Bayramı). Der ADD gibt als Ziele die Förderung von Wissenschaft und Kultur in der Türkei und eine friedensorientierte Außenpolitik an und bekennt sich zu Pluralismus und den freiheitlichen und sozialen Menschenrechten. Er wendet sich gegen Rassismus und versteht alle Menschen, die in den Grenzen des türkischen Nationalpaktes von 1920 geboren sind, als „Türken“. Er unterhält Zentren und Niederlassungen in vielen türkischen Städten, vergleichsweise wenige im Osten und Südosten des Landes. Seine Bilanzsumme betrug im Jahr 2012 etwa 4,3 Millionen YTL. Die derzeitige Vorsitzende ist Tansel Çölaşan, Ehefrau von Emin Çölaşan.

## Aktivitäten
Die Vereinigung beteiligte sich an der Vorbereitung und Durchführung der Proteste gegen die AKP-Regierung im Jahr 2007 und 2013. Sie ist auch in der Diaspora aktiv und organisiert sich in Europa unter der Bezeichnung „Föderation der Vereinigungen zur Förderung des Gedankenguts Atatürks in Europa“. Deutsche Ortsvereine beteiligten sich in verschiedenen deutschen Städten an Solidaritätskundgebungen für die Proteste in der Türkei seit Ende Mai 2013. Sie protestierten gegen die Stationierung von Patriot-Abwehrsystemen der Bundeswehr in der Türkei.

## Bilder

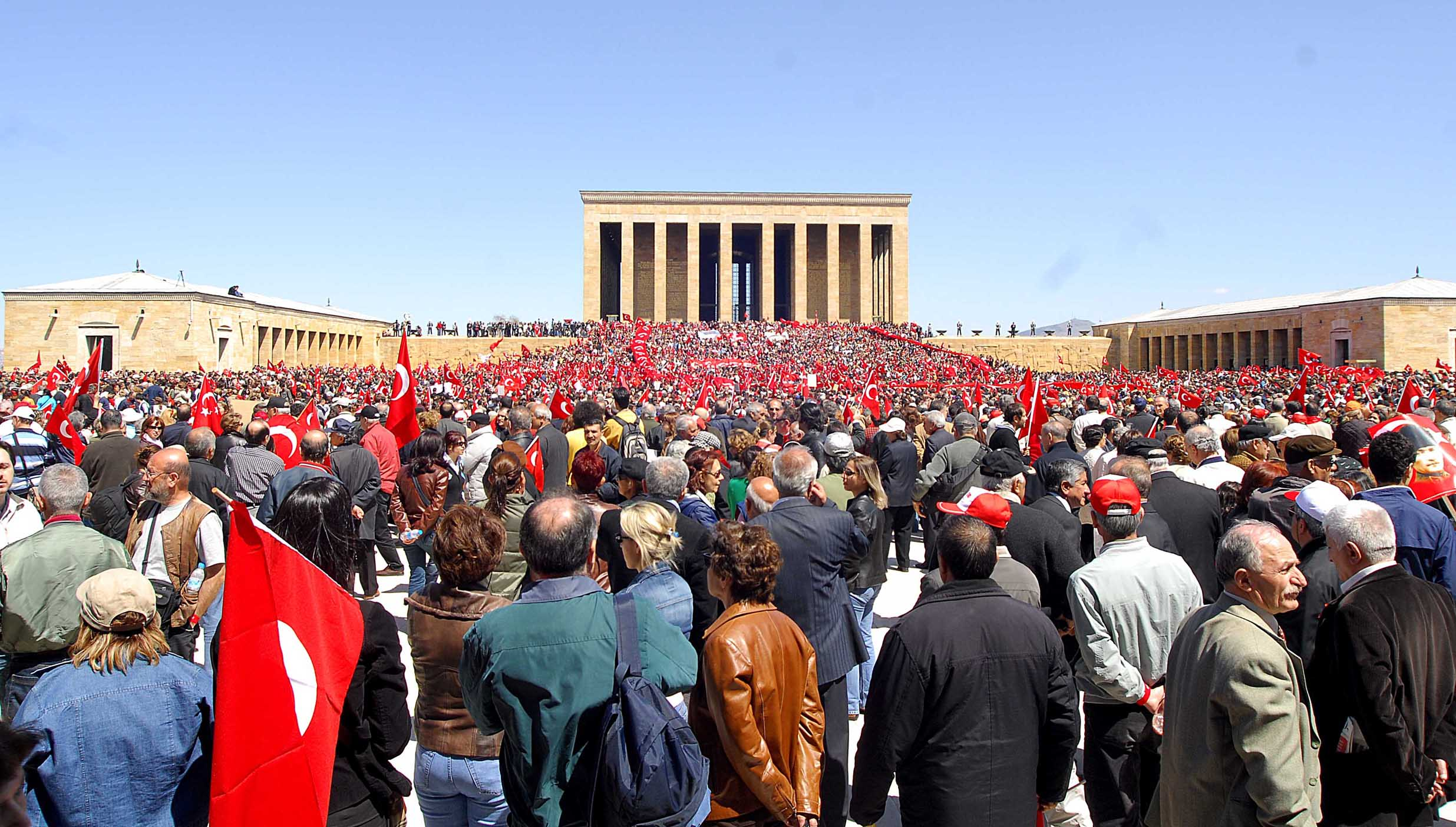
Anıtkabir
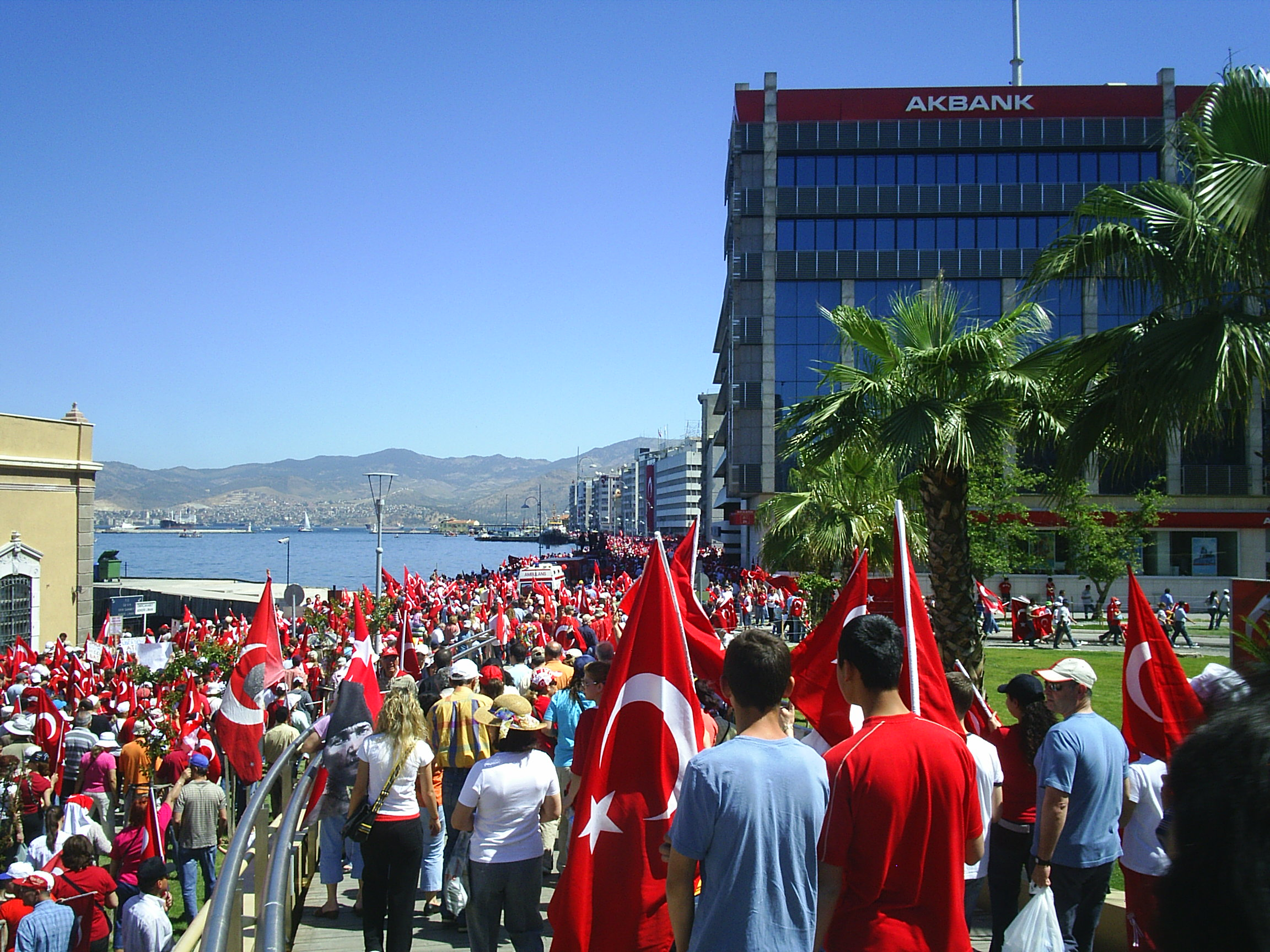
Izmir, Kundgebung 2007
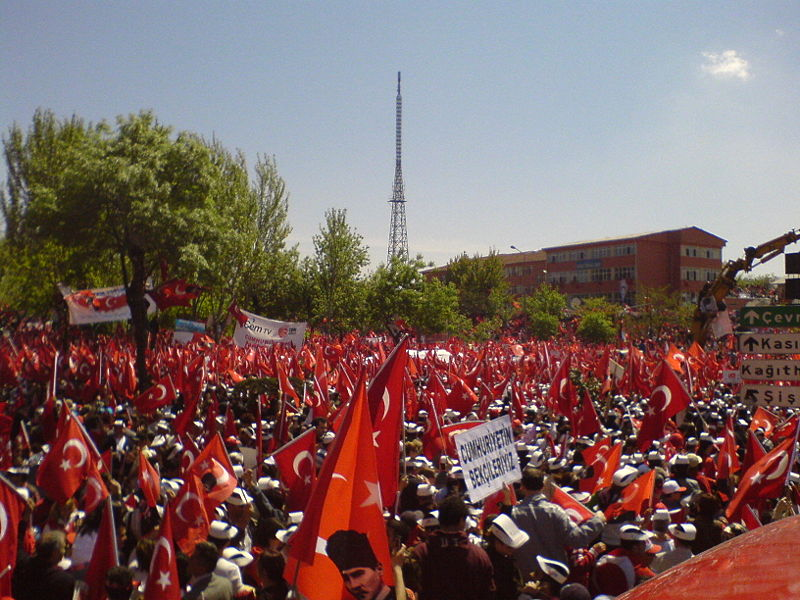
Çağlayan-Platz Istanbul, Kundgebung 2007
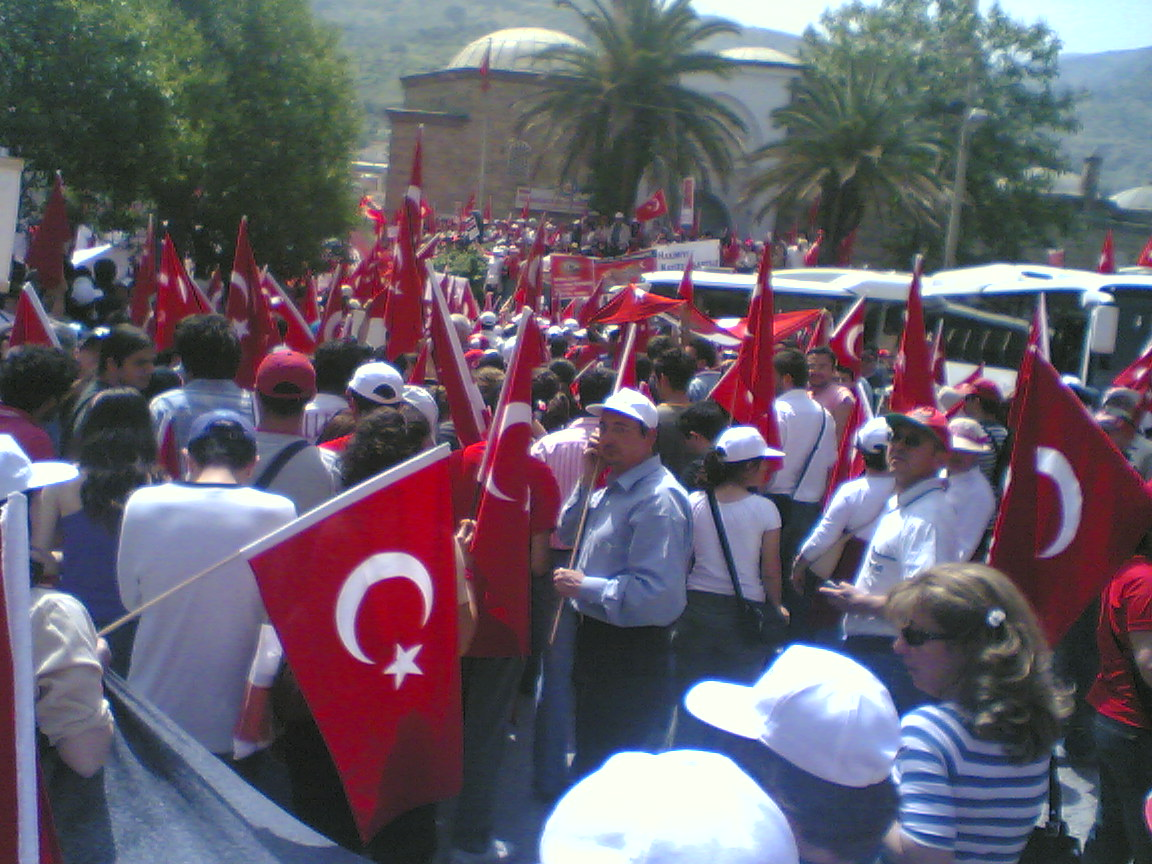
Manisa, Kundgebung 2007